# Hôtel St. Regis New York
Le St. Regis New York est un hôtel de luxe historique de New York qui a ouvert ses portes en 1904. Il est situé au 2 East 55th Street à Manhattan, entre Madison Avenue et la Cinquième Avenue. L'hôtel détient cinq étoiles Forbes et cinq diamants AAA. 

## Histoire
Le St. Regis a été construit par l'un des hommes les plus riches d'Amérique, John Jacob Astor IV, comme compagnon de l'hôtel Waldorf-Astoria, dont il possédait la moitié. Le Waldorf-Astoria était, à l'époque, situé à 20 pâtés de maisons au sud sur la Cinquième Avenue dans une zone qui avait commencé à décliner en importance sociale à mesure que la zone près de Central Park gagnait en popularité. L'arrière-grand-père d'Astor, John Jacob Astor, avait auparavant construit l'un des premiers hôtels modernes au monde, l'Astor House dans Lower Manhattan, en 1836 . À la suggestion de sa nièce, Astor a nommé le nouvel hôtel après le lac Upper St. Regis dans les Adirondacks. Le lac avait été nommé en l'honneur d'un prêtre jésuite français, Jean-François Régis, connu pour son hospitalité envers les voyageurs. 
L'hôtel de 18 étages de style Beaux-Arts français, le plus haut de la ville lors de sa construction, a été conçu par les architectes Trowbridge & Livingston, avec des intérieurs par Arnold Constable. La construction a commencé en 1901 et a suscité presque immédiatement une controverse, car le site choisi se trouvait directement en face des palais de la Cinquième Avenue de la famille Vanderbilt et dominerait également les demeures de nombreux autres riches New-Yorkais. Le Bureau des bâtiments a rapidement découvert que les décorations en bois de l'hôtel n'étaient pas suffisamment ignifugées et le surintendant Stewart a temporairement interrompu la construction le 14 mai 1902. L'année suivante, les voisins de l'hôtel ont intenté un procès en raison du dynamitage nécessaire pour creuser les fondations de l'hôtel. Le juge Clarke se prononça contre eux le 10 novembre 1903, permettant ainsi aux travaux de se poursuivre. Enfin, alors que l'hôtel était presque terminé en 1904, les voisins ont fait un dernier effort pour interrompre son ouverture. Tout établissement détenant un permis d'alcool devait obtenir l'approbation des propriétaires de 2/3 de toutes les propriétés privées situées à moins de 200 pieds, et devait être à moins 200 pieds de toute église. L'hôtel en effet était situé juste en face de l'église presbytérienne de la Cinquième Avenue. L'hôtel a toutefois maintenu que son entrée principale, sur la 55e rue, se trouvait au-delà des 200 pieds exigés, et la Cour lui a donné raison. 
L'hôtel, qui avait coûté la somme alors stupéfiante de 5,5 millions de dollars, a ouvert ses portes le 4 septembre 1904. Les voisins, cependant, n'avaient pas abandonné leur combat. William Rockefeller a acheté un manoir adjacent le 17 octobre 1904, pour s'assurer que l'hôtel perdrait son approbation des 2/3 de ses voisins directs et que son permis d'alcool soit révoqué. Astor a répondu en achetant un autre manoir adjacent, pour conserver la licence. Des histoires anonymes ont commencé à apparaître dans les journaux locaux salissant le service de l'hôtel. La réputation de l'hôtel a cependant été renforcée en décembre par la visite du prince Fushimi Sadanaru, chef de la branche Fushimi-no-miya shinnōke de la famille impériale japonaise. La visite a été largement couverte par la presse, tout comme un dîner dansant quelques jours plus tard en l'honneur de la nièce du président Theodore Roosevelt, Corinne Robinson, à laquelle assistait la fille du président, Alice Roosevelt. L'année suivante, le conflit a été résolu lorsque des amis d'Astor au Sénat de New York ont adopté un amendement à la loi sur les alcools, exonérant spécifiquement tous les hôtels de plus de 200 chambres, dont le St. Regis. 

## Résidents célèbres
L'hôtel a toujours eu un certain nombre de résidents permanents, ainsi que des invités. L'artiste Salvador Dalí et sa femme Gala ont vécu à l'hôtel chaque automne et chaque hiver de 1966 à 1973. William Paley et sa femme Babe y ont conservé un appartement, tout comme Marlene Dietrich. Dans la biographie d'Alfred Hitchcock, The Dark Side of Genius, de Donald Spoto, il déclare que Hitchcock a séjourné dans sa suite "préférée" au 5e étage au moins une douzaine de fois. John Lennon a enregistré une démo de " Happy Xmas (War Is Over) " dans sa chambre. Nikola Tesla résidait à l'hôtel en 1922. 

## Bar King Cole
En 1932, l'emblématique peinture « Old King Cole » de Maxfield Parrish, créée à l'origine pour le Knickerbocker Hotel et exposée au Racquet and Tennis Club sur Park Avenue depuis la fermeture de l'hôtel été déplacée au St. Regis. La peinture est devenue la pièce maîtresse d'un nouveau bar qui a ouvert ses portes en 1948 le King Cole Bar, qui est resté une institution new-yorkaise depuis. 
En 1934 (l'année suivant la fin de la prohibition), le barman Fernand Petiot a inventé une boisson au St. Regis qu'il a appelé le "Red Snapper". Depuis, il est devenu connu dans le monde entier sous le nom de Bloody Mary et est la boisson phare du King Cole Bar. 

## Galerie

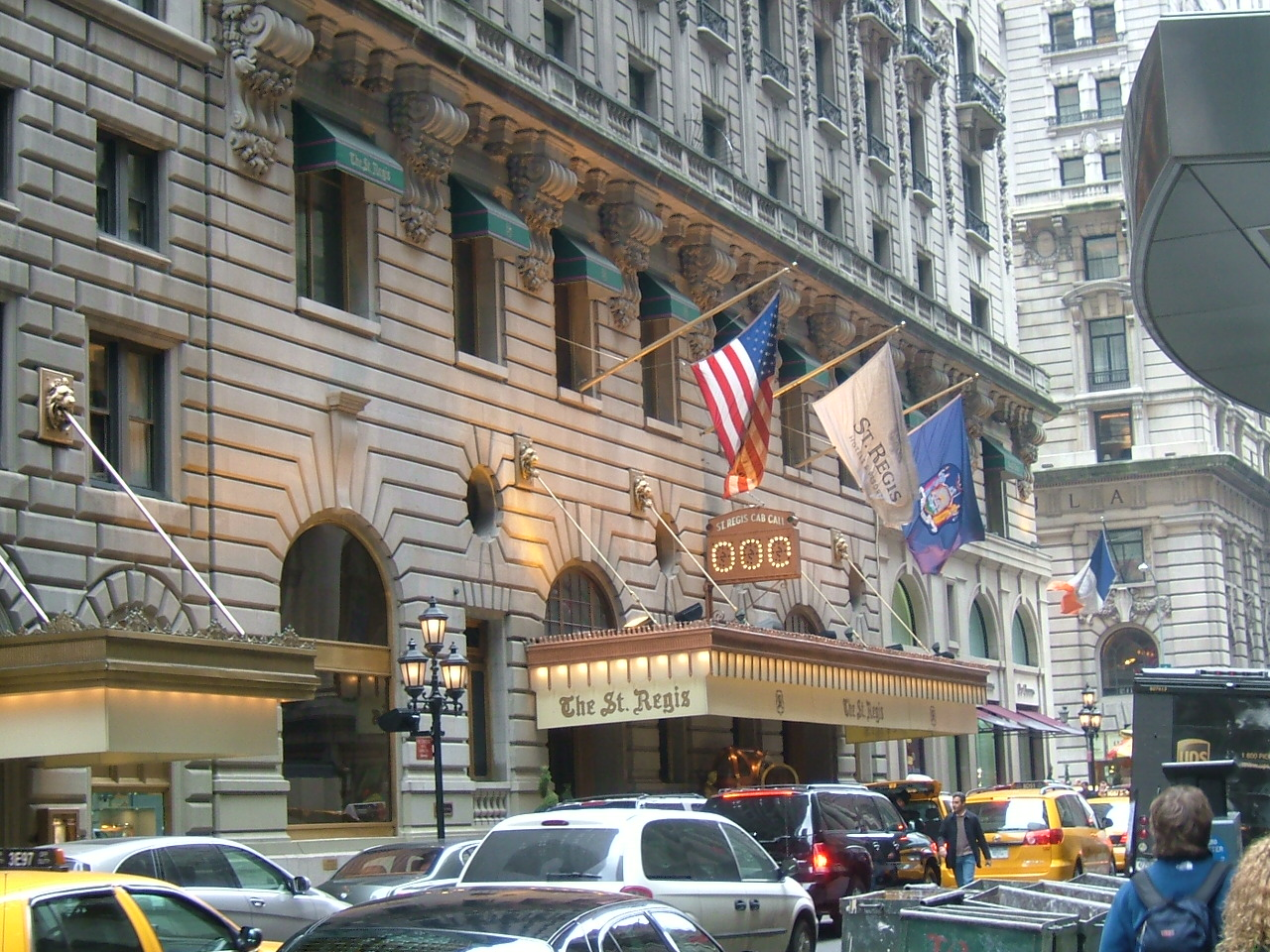
Entrée principale du St. Regis sur E. 55th St.
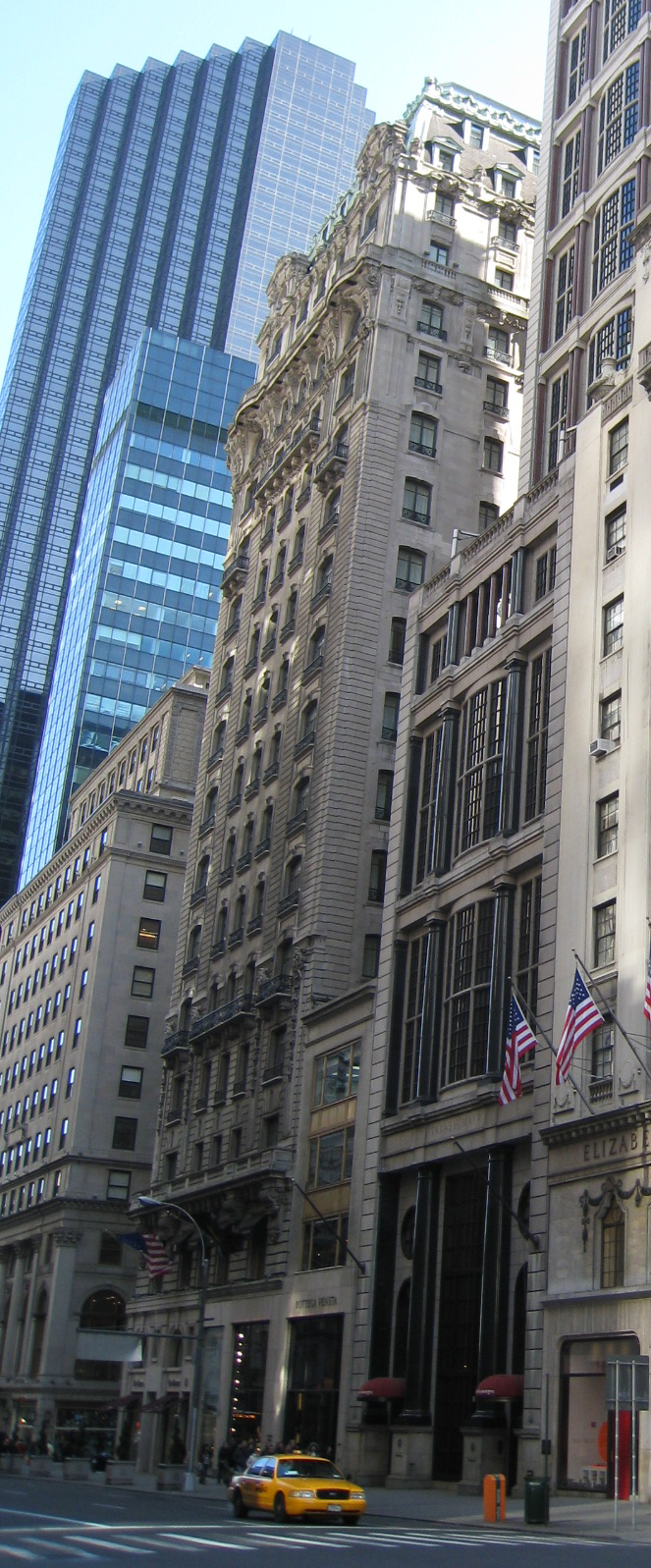
La face étroite du St. Regis sur la Cinquième Avenue.
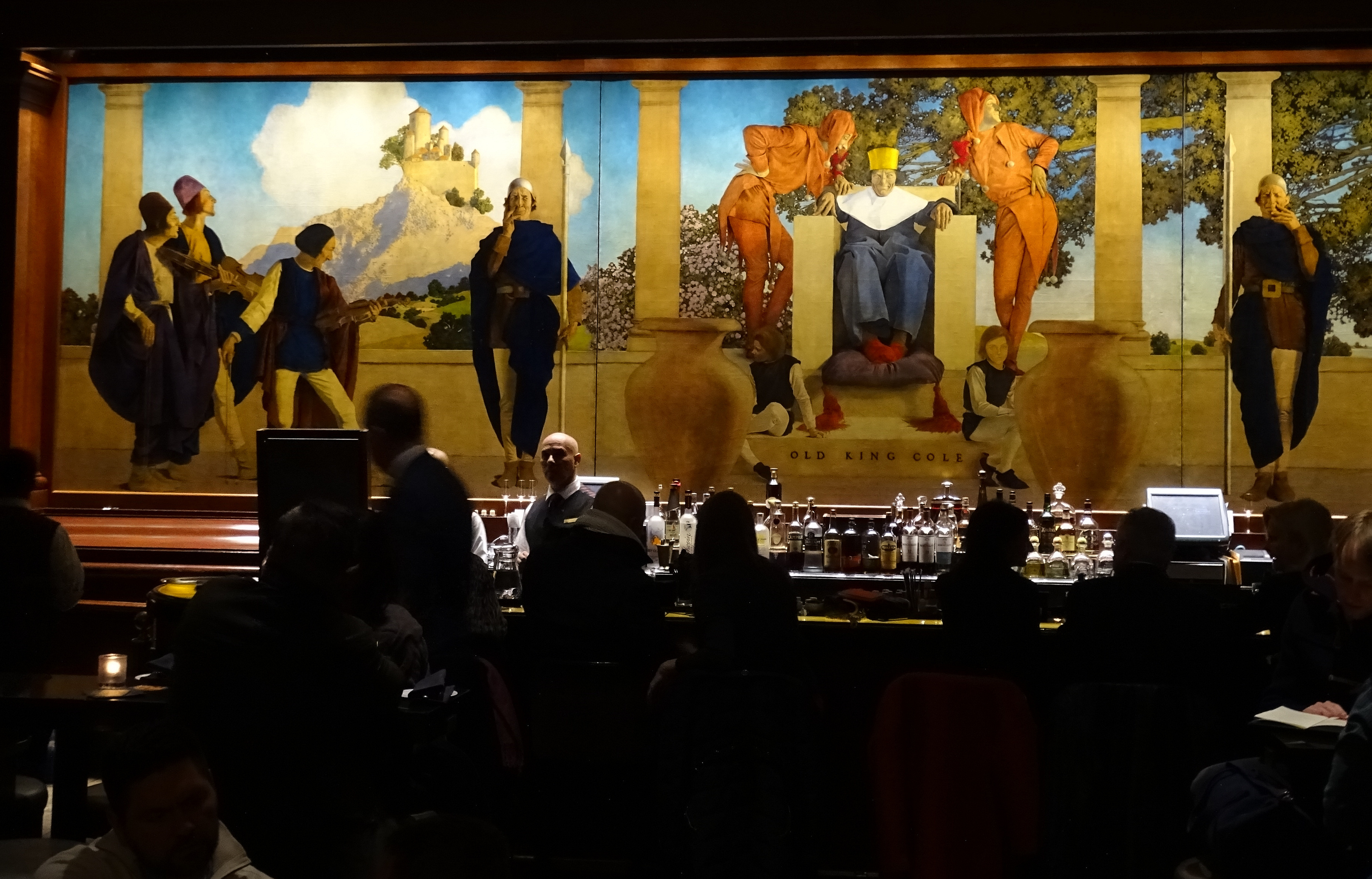
Le King Cole Bar, vu en 2016.
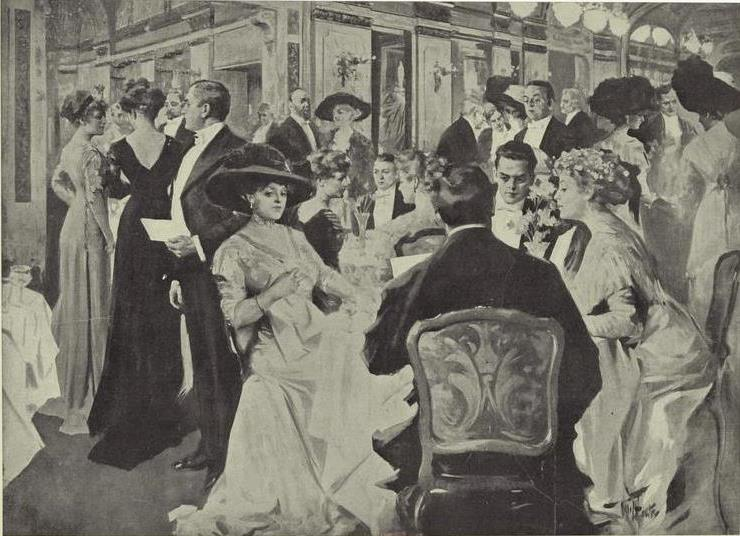
Salle à manger du St. Regis, 1912.
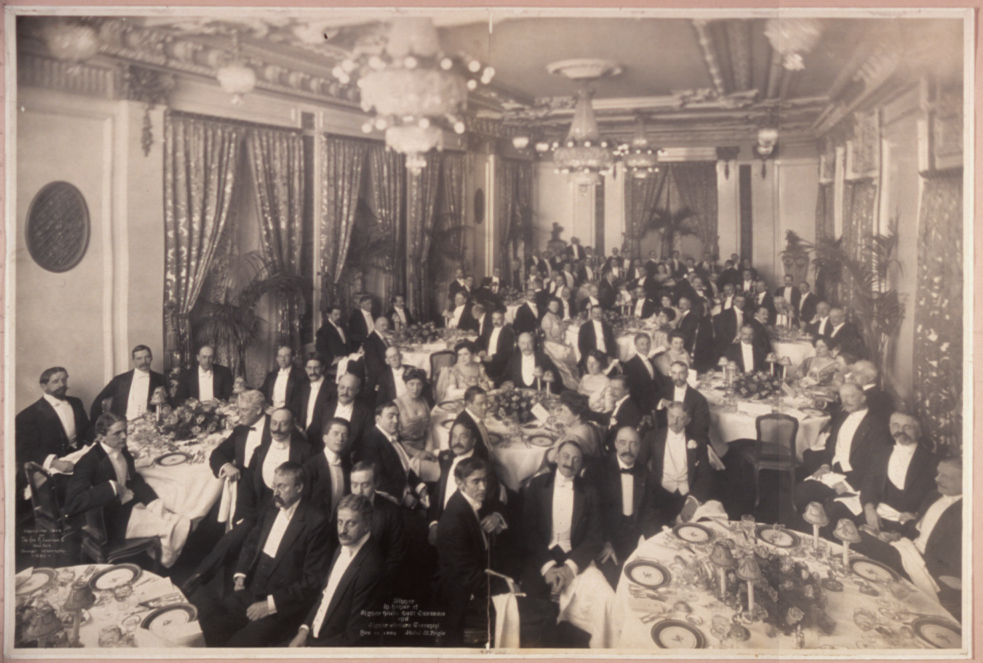
Banquet en l'honneur d'Arturo Toscanini au St. Regis, 1908.
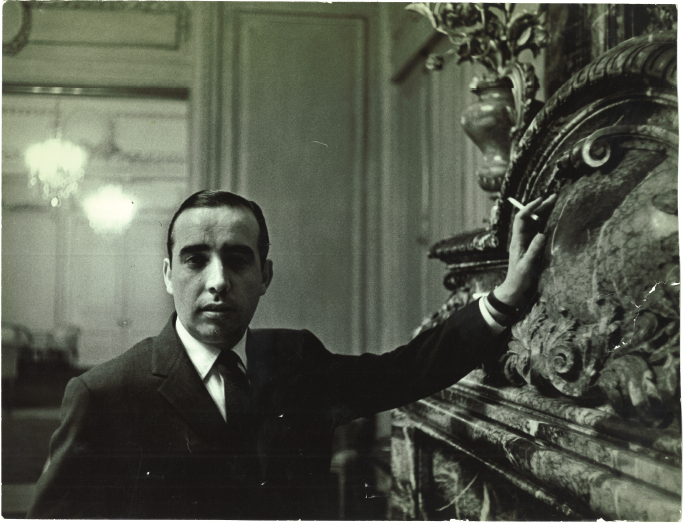
Cesar Balsa au St. Regis après avoir acheté l'hôtel, années 1960.